# 214911 Viehboeck
214911 Viehboeck este un asteroid din centura principală de asteroizi.

## Descriere
214911 Viehboeck este un asteroid din centura principală de asteroizi. A fost descoperit pe 11 octombrie 2007 la Gaisberg de Richard Gierlinger. Asteroidul prezintă o orbită caracterizată de o semiaxă mare de 2,40 ua, o excentricitate de 0,14 și o înclinație de 2,6° în raport cu ecliptica.